# 33826 Kevynadams
33826 Kevynadams este o planetă minoră (asteroid) din centura de asteroizi. A fost descoperită pe 28 februarie 2000 la Experimental Test Site⁠(d) de Lincoln Near-Earth Asteroid Research. 
Obiectul prezintă o orbită caracterizată de o semiaxă mare de 2,3155106 UAi, o excentricitate de 0,12, o înclinație de 6,62744 ° în raport cu ecliptica.